# Gunnar Ekholm
Erik Eskil Gunnar Ekholm, född 13 mars 1884 i Knivsta, Uppsala län, död 18 oktober 1974 i Uppsala domkyrkoförsamling, var en svensk arkeolog.

## Biografi
Ekholm, som från 1907 från 1907 var amanuens vid Uppsala universitetsbibliotek, blev 1915 filosofie doktor vid Uppsala universitet 1915 och samma år docent vid seminariet för nordisk fornkunskap vid Uppsala universitet. Ekholms forskning riktade sig främst mot uppländsk arkeologi, och han sysslade särskilt ingående med bebyggelsehistoria och hällristningsstudier. I diskussionen om de centrala problemen i den svenska förhistorien rörande Finlands stenålder gjorde Ekholm flera uppmärksammade inlägg. I polemik mot Curt Weibull skrev han 1923 De nyaste bidragen till vår fornhistoria och 1924 Aktuella sten- och bronsålderfrågor. I uppgörelse med Aarne Europaeus, senare Äyräpääs teorier utgav han 1922 Finländska stenåldersfrågor. Ekholm var medarbetare i Svensk uppslagsbok under signaturen G. Em.
Ekholm ledde utgrävningar bland annat i Fullerö och i Gödåker. Han är begravd på Uppsala gamla kyrkogård.